# Displasia craniometafisaria
La displasia craniometafisaria è una rara sindrome genetica nella quale le cellule stromali non sono capaci di differenziarsi in osteoclasti, risultandone anormalità delle ossa lunghe e delle ossa del cranio, con possibili patologie nervose derivate.
A differenza della displasia craniodiafisaria non è presente ritardo mentale.
La forma è autosomica dominante, con variabilità fenotipica. La forma recessiva è più severa. La displasia fronto-metafisaria è invece legata all'X.
Si ha iperostosi della base cranica e chiusura accelerata delle metafisi. Non è presente fragilità sosea né ritardi di crescita.